# Кайса Калліо
Катаріна «Кайса» Калліо (до шлюбу Нівала фін. Katariina (Kaisa) Kallio (Nivala; 28 травня 1878 — 25 листопада 1954) — фінська домогосподарка, Перша леді Фінляндії з 1937 по 1940 рік у шлюбі з Кюесті Калліо, четвертим президентом Фінляндії.

## Біографія
Катаріна Нівала народилася 28 травня 1878 року в Нівалі, Фінляндія, в родині фермера. Відвідувала народну школу в Гаапавесі, де познайомилася з Кюесті Калліо, головою місцевої молодіжної організації. Взяла з ним шлюб у 1902 році й мала шестеро дітей, у тому числі Кертту Сааласті, що став міністром освіти. Після одруження вона стала господинею ферми в Нівалі; в той час, як Кюесті дедалі більше залучався до політики, Кайса часто відмовлявся від призначення в місцеві комітети. Вони переїхали до Президентського палацу в Гельсінкі, коли Кюесті обрали президентом у 1937 році. Як перша леді, Калліо була залучена до Finnish Girl Guides і Kalevala Women's League. Після відставки чоловіка через погане здоров'я та його смерті в 1940 році Каллі повернулася в Нівалу до своєї онуки Теллерво.
На 60-й день народження Касти Калліо в 1938 році на її честь був заснований громадський фонд подарунків, і вона пожертвувала виручені кошти на створення Kaisankoti, реабілітаційного центру для сільських жінок.
Каста Калліо померла 25 листопада 1954 року в Нівалі у віці 76 років.